# Lista celor mai înalte cruci din România
Aceasta este o listă a celor mai înalte cruci din România, aranjată în ordinea descrescătoare a înălțimilor.
| #  | Nume                                          | Înălțime (inclusiv soclul) | Coordonatele                  | Altitudinea amplasamentului | Anul construirii | Note | Imagine |
| -- | --------------------------------------------- | -------------------------- | ----------------------------- | --------------------------- | ---------------- | --- | ------- |
| 1  | Crucea din Muntenii de Sus                    | 42 m                       | 46.666307 N 27.789976         | 345 m                       | 2017             | Cruce cu instalație de iluminare pe timpul nopții construită de un om de afaceri.                                                                     |         |
| 2  | Crucea Trinitas de pe Dealul Păun             | 40 m                       | 47.1004938473 N 27.6655912399 | 407 m                       | 2006             | Cea mai înaltă cruce din România, până în anul 2017, aflată la o altitudine de 407 metri. Servește și ca antenă de emisie pentru Radio Trinitas       |         |
| 3  | Crucea Eroilor de pe Muntele Caraiman         | 39,3 m                     | 45.416012 N 25.497492         | 2291 m                      | 1928             | Desemnată de Guinness World Records (în anul 2014) ca fiind „cea mai înaltă cruce metalică din lume amplasată pe un vârf montan”.                     |         |
| 4  | Crucea din Pasul Tihuța                       | 31 m                       | 47.2397217 N 25.0110519       | 1227 m                      | 2010             | Ridicată pe cel mai înalt pisc al Pasului Tihuța, la altitudinea de 1227 metri                                                                        |         |
| 5  | Crucea Eroilor de pe Dealul Perchiu           | 30 m                       | 46.263458 N 26.753715         | 398 m                       | 1999             | Amplasată pe un soclu de beton, la o altitudine de 398 m.                                                                                             |         |
| 6  | Monumentul Eroilor Bănățeni de pe Muntele Mic | 27 m                       | 45.364801 N 22.468941         | 1670 m                      | 1936             | Cunoscută și sub numele de Crucea Eroilor de pe Muntele Mic. Construită din lemn în anul 1936, a fost reconstruită în 2004 (structură de oțel).       |         |
| 7  | Crucea din satul Muncelu                      | 25 m                       | 46.860723 N 26.972224         | 284 m                       | 2012             | Cruce ridicată printr-o donație făcută de Elena Udrea.                                                                                                |         |
| 8  | Crucea de pe Cetățuie din Cluj-Napoca         | 23 m                       | 46.773925 N 23.582735         |                             | 2002             | |         |
| 9  | Crucea Eroilor de pe Dealul lui In            | 22 m                       | 45.186926 N 25.362432         | 1000 m                      | 2017             | Monument comemorativ al eroilor din Comuna Runcu, Dâmbovița și al eroilor militari transmisioniști ai armatei române.                                 |         |
| 10 | Crucea de la Gura Ocniței                     | 21 m                       | 44.951643 N 25.569625         |                             | 2014             | Crucea de la Gura Ocniței |         |
| 11 | Crucea Eroilor de pe Valea Slănicului         | 19 m                       | 45.173599 N 25.927509         |                             | 2016             | Monument comemorativ al eroilor din Vărbilău, Prahova                                                                                                 |         |
| 12 | Crucea din Borlovenii Vechi                   | 19 m                       | 44.966373 N 22.108907         |                             | 2013             | Cea mai înaltă cruce din lemn din România (2013) |         |
| 13 | Crucea Eroilor de pe Muntele Straja           | 18,6 m                     | 45.318637 N 23.237919         | 1485 m                      | 1996             | Monument comemorativ al celor 800 de militari români care au căzut în toamna anului 1916 în luptele din Defileul Jiului în Primul Război Mondial.     |         |
| 14 | Crucea din Poienile Izei                      | 17 m                       | 47.706105 N 24.088249         |                             | 2018             | Crucea din Poienile Izei amplasată pe vârful muncelului Măgura pentru Marea Unire din anul 1918, cu ocazia Centenarului.                              |         |
| 15 | Crucea din Valea Salciei                      | 16 m                       | 45.503631 N 26.799745         |                             | 2018             | Crucea din Valea Salciei și Sărulești. |         |
| 16 | Crucea lui Mihai Viteazu de la Stoenești      | 15 m                       | 45.264057 N 25.167462         | 1125 m                      | 2014             | Crucea lui Mihai Viteazu de la Stoenești de pe Dealul Albinei.                                                                                        |         |
| 17 | Crucea din Valea Bârgăului                    | 15 m                       | 47.138935 N 24.930215         | 1462 m                      | 2014             | Pe Masivul Călimani, Mitropolitul Andrei a sfințit o Cruce ce va lumina zona Lacului Colibița.                                                        |         |
| 18 | Crucea din Vintere                            | 14 m                       | 46.773775 N 22.145189         |                             | 2018             | Cruce luminoasă de 14 metri, înălțată la Vintere cu ocazia Centenarului.                                                                              |         |
| 19 | Crucea din Valea Moldovei                     | 13 m                       | 47.475883 N 26.017969         | 800 m                       | 2009             | Cruce inalta de 13 metri, pe Dealul Runc din Valea Moldovei.                                                                                          |         |
| 20 | Crucea din Valea Cerului                      | 13 m                       | 47.226179 N 22.492342         |                             | 2016             | Crucea face parte din complexul creștin al comunității slovace din România.                                                                           |         |
| 21 | Crucea de pe Vârful Oușorul                   | 10 m                       | 47.382421 N 25.258453         | 1639 m                      | 2018             | Crucea silvicultorilor este iluminată și este vizibilă în toată Depresiunea Dornelor                                                                  |         |
| 22 | Crucea de la Domașnea                         | ? m                        | 45.100186 N 22.311312         |                             | 2017             | Cea mai mare cruce sculptată în lemn din România (2017), intitulată Crucea de la Poarta Orientală, Monumentul Eroilor și Martirilor Neamului românesc |         |